# Motocești
Motocești – wieś w Rumunii, w okręgu Bacău, w gminie Gura Văii. W 2011 roku liczyła 150 mieszkańców.